# Karl Nommensen
Karl Nommensen (Lebensdaten unbekannt) war ein deutscher Fußballspieler. 

## Karriere

### Verein
Nommensen gehörte als Stürmer dem Altonaer FC von 1893 an, für den er in den vom Norddeutschen Fußball-Verband organisierten Meisterschaften von 1925 bis 1928 zunächst in der Bezirksliga Groß-Hamburg Punktspiele bestritt. In der in zwei Kreisligen unterteilten Bezirksliga ging er mit seiner Mannschaft die ersten zwei Spielzeiten als Sieger aus dem Elbekreis hervor – letztere erst nach dem mit 1:0 gewonnenen Entscheidungsspiel um Platz 1 gegen Union 03 Altona – und zuletzt als Drittplatzierter. Die beiden Finalspiele um die Bezirksmeisterschaft 1926 und 1927 wurden jeweils gegen den Hamburger SV, Sieger aus dem Alterkreis, mit 5:4 und 2:0 verloren.
In der in einer Runde der Zehn einmalig ausgetragenen Saison 1928/29, belegte er mit seinem Verein den fünften Platz, der zur Teilnahme an der Endrunde um die Norddeutsche Meisterschaft berechtigte. Über die mit 6:2 über den VfB Komet Bremen gewonnene Qualifikationsrunde und dem 3:1-Viertelfinalsieg über den SV Arminia Hannover gelangte seine Mannschaft in die Finalrunde, die ohne Punktgewinn als Viert- und Letztplatzierter abgeschlossen wurde.
Von 1929 bis 1933 wurde in der zehn Vereine umfassenden und nicht unterteilten Oberliga Groß-Hamburg, eine von sechs Oberligen, gespielt. Als Fünftplatzierter nahm sein Verein an der Endrunde um die Norddeutsche Meisterschaft teil, schied jedoch im Viertelfinale mit 2:3 n. V. gegen Hannover 96 aus der Endrunde aus, wie auch in der Folgesaison mit 1:3 beim SV Arminia Hannover. 1931/32, Zweitplatzierter hinter dem Hamburger SV in der Oberliga Groß-Hamburg, setzte sich der Altonaer FC von 1893 in einer in vier Gruppen ausgespielten Endrunde um die Norddeutsche Meisterschaft als Sieger der Gruppe II durch und belegte in der Finalrunde den dritten Platz.
1932/33, erneut Zweitplatzierter hinter dem Hamburger SV in der Oberliga Groß-Hamburg und nunmehr in der Gruppe I spielend, entschied der punktgleiche Eimsbütteler TV das Spiel um Platz 1 mit 4:1 für sich.
Seine letzten vier Spielzeiten bestritt er in der Gauliga Nordmark, eine von zunächst 16, später auf 23 aufgestockten Gauligen zur Zeit des Nationalsozialismus als einheitlich höchste Spielklasse im Deutschen Reich. Mit seiner Mannschaft belegte er die Plätze fünf, sieben, sechs und acht. In dieser Zeit ging die Gaumeisterschaft dreimal in Folge an den Eimsbütteler TV und einmal an den Hamburger SV.
Im 1935 eingeführten Wettbewerb um den Tschammerpokal, dem Pokalwettbewerb für Vereinsmannschaften, bestritt er einzig das am 14. Juni 1936 ausgetragene Erstrundenspiel gegen Wacker 04 Berlin; bei der 3:5-Niederlage erzielte er die Tore zum 2:5 und 3:5 in der 77. und 82. Minute.

### Auswahlmannschaft
Als Spieler der Auswahlmannschaft des Norddeutschen Fußball-Verbandes nahm er am Wettbewerb um den Bundespokal teil und erreichte das am 6. März 1927 im Altonaer Stadion angesetzte Finale. Er unterlag mit seiner Auswahl vor 18.000  Zuschauern der Auswahlmannschaft des Verbandes Mitteldeutscher Ballspiel-Vereine durch das von Alfred Köhler, Spieler des VfB Leipzig in der 87. Minute erzielte Siegtor zum 0:1.

## Erfolge
- Zweiter der Bezirksmeisterschaft Groß-Hamburg 1926, 1927, 1932, 1933
- Kreismeister Elbe 1926, 1927
- Bundespokal-Finalist 1927